# Cadre-45/2-Europameisterschaft 1929

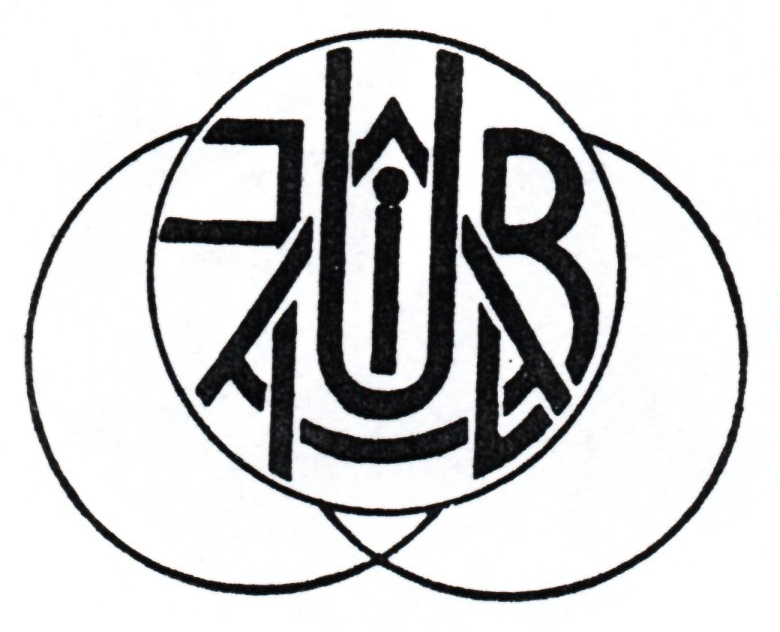
Logo UIFAB (ausrichtender Verband)

Veranstaltungsort: Den Haag

Die Cadre-45/2-Europameisterschaft 1929 war das 5. Turnier in dieser Disziplin des Karambolagebillards und fand vom 24. bis zum 27. Januar 1929 in Den Haag statt. Es war die vierte Cadre-45/2-Europameisterschaft in den Niederlanden.

## Geschichte
Théo Moons verteidigte in Den Haag souverän seinen im Vorjahr errungenen Titel. Ungeschlagen lag er am Ende vor seinem Landsmann Gustave van Belle. Mit Edmond Soussa auf Platz drei wurde das Podest von 1928 in Paris egalisiert. Der Deutsche Teilnehmer Carl Foerster kam mit drei gewonnenen Partien auf Platz fünf.

## Turniermodus
Das ganze Turnier wurde im Round Robin System bis 400 Punkte gespielt. Im Gegensatz zu Weltmeisterschaften gab es bei Punktgleichheit am Ende keine Stichpartien, sondern der bessere Generaldurchschnitt entschied über die Platzierung.
Wertung:
1. MP = Matchpunkte
2. GD = Generaldurchschnitt
3. HS = Höchstserie

## Abschlusstabelle

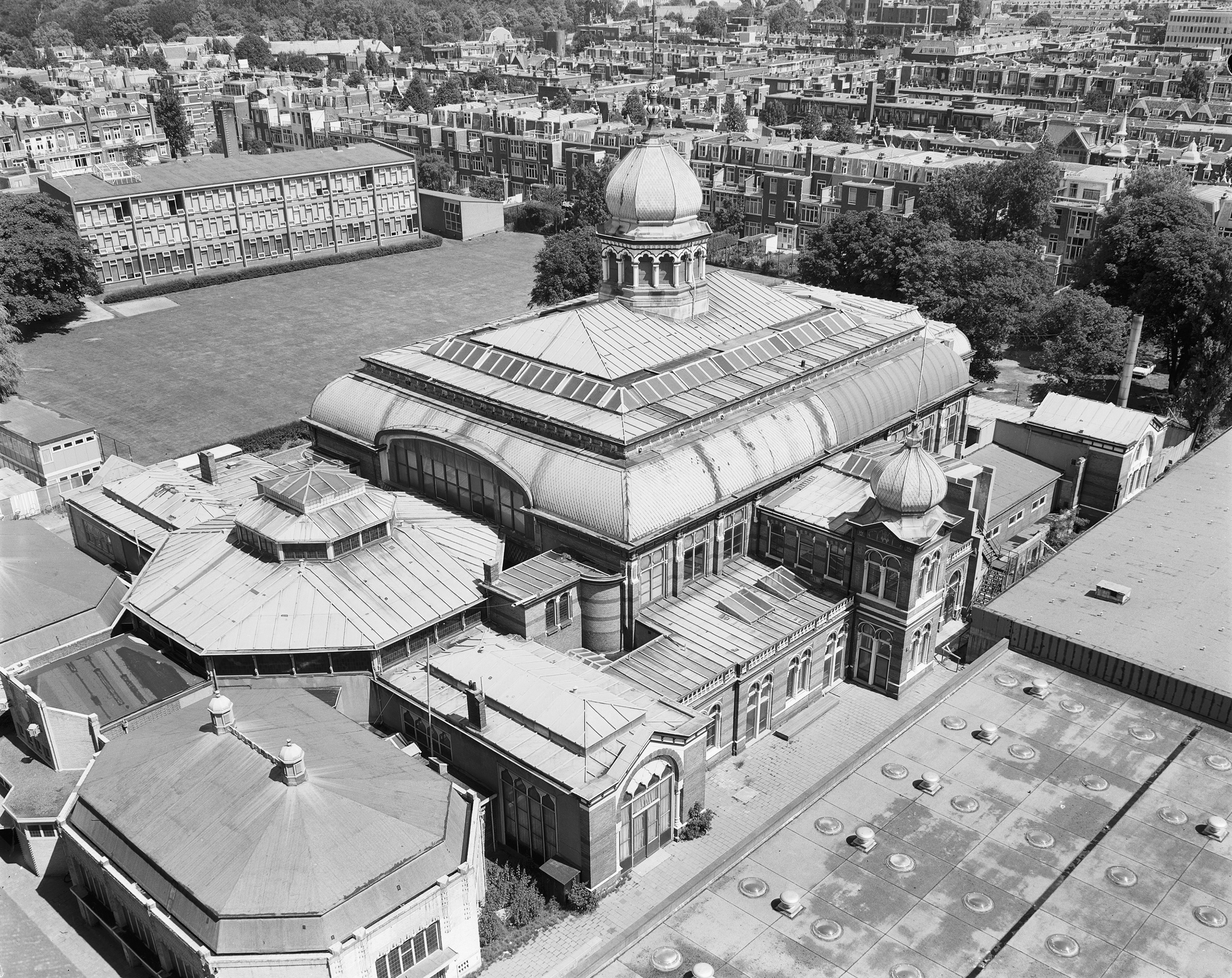
Dierentuin in Den Haag (1863–1943)

| MP    | Match Points (Sieger = 2; Unentschieden = 1; Verlierer = 0) |
| Pkte. | Erzielte Karambolagen                                       |
| Aufn. | Benötigte Versuche                                          |
| GD    | Generaldurchschnitt                                         |
| BED   | Bester Einzeldurchschnitt eines Spielers                    |
| HS    | Höchstserie                                                 |
|       | Bester GD des Turniers                                      |
|       | Bester ED des Turniers                                      |
|       | Beste HS des Turniers                                       |
|       | 1. Platz (Gold)                                             |
|       | 2. Platz (Silber)                                           |
|       | 3. Platz (Bronze)                                           |

| Platz                      | Name              | MP   | Pkte. | Aufn. | GD    | BED   | HS  |
| -------------------------- | ----------------- | ---- | ----- | ----- | ----- | ----- | --- |
| 1                          | Théo Moons        | 14:0 | 2800  | 123   | 22,76 | 40,00 | 189 |
| 2                          | Gustave van Belle | 10:4 | 2660  | 120   | 22,16 | 57,14 | 168 |
| 3                          | Edmond Soussa     | 10:4 | 2397  | 134   | 17,88 | 22,22 | 191 |
| 4                          | Jacques Davin     | 8:6  | 2314  | 175   | 13,22 | 21,05 | 104 |
| 5                          | Carl Foerster     | 6:8  | 2142  | 162   | 13,22 | 16,66 | 79  |
| 6                          | Walter Baltus     | 4:10 | 2095  | 148   | 14,15 | 23,52 | 129 |
| 7                          | Jan Dommering     | 4:10 | 1887  | 136   | 13,87 | 23,52 | 143 |
| 8                          | Gaston de Doncker | 0:14 | 1887  | 145   | 13,01 | –     | 125 |
| Turnierdurchschnitt: 15,90 |                   |      |       |       |       |       |     |